# Jacques Honvault
Jacques Honvault, né à Metz le 24 septembre 1974, est un ingénieur-artiste français, recourant à la photographie haute vitesse, et se plaçant dans le mouvement de l’engineering art. Jacques Honvault utilise son expérience d’ingénieur pour révéler de manière artistique ce qui n'est pas perceptible, associant à ses réalisations des réflexions philosophiques critiquant le scientisme.

## Parcours
Après des études à l’École nationale supérieure des arts et métiers, Jacques Honvault travaille pendant 10 ans pour un équipementier automobile. Il bifurque ensuite pour une carrière artistique, après quelques expositions. Il se spécialise dans la capture d'images sur des phénomènes physiques et des phénomènes quotidiens, mouvements, explosions, chocs, etc., utilisant la photographie rapide pour révéler ce qui est invisible à l’œil nu,.

## Style et technique
Exception faite de Blue Moon, où une transformation rectangulaire polaire a été employée, Jacques Honvault reste fidèle à son éthique : pas de trucage, l'infographie, création ou modification d'images numériques, n'est jamais utilisée pour truquer le phénomène de science ; chaque photographie est le résultat de la manifestation exacte d'une réalité.
La photographie rapide ou photographie haute vitesse (high speed photography) est une technique de prise de vue combinant une durée d'exposition aussi courte que possible et un déclenchement précis dans le temps, afin de permettre une synchronisation parfaite avec le phénomène à saisir. Le but est de capter des phénomènes trop rapides pour être perçus à l'œil nu. Traditionnellement, ces phénomènes rapides sont explorés à l'aide de caméras haute vitesse (2 000 images par seconde par exemple) avec une source de lumière continue, mais la résolution de ces caméras est souvent moyenne. Pour saisir les phénomènes qu’il met en scène, Jacques Honvault a choisi des appareils photos qui combinent des résolutions dix fois supérieures et un flash optimisé synchronisé dont l'éclair dure 3 microsecondes.
Jacques Honvault a mis au point en 2010 un procédé dénommé synthèse différentielle. Ce procédé consiste en la soustraction numérique de deux images : deux photographies sont prises avec exactement le même cadrage, et la comparaison mathématique des pixels de chacune d'elles fait ressortir le mouvement. Tout ce qui est immobile devient noir et tout ce qui bouge ou varie en luminosité est mis en évidence : les différences sont alors exacerbées.

## Œuvres

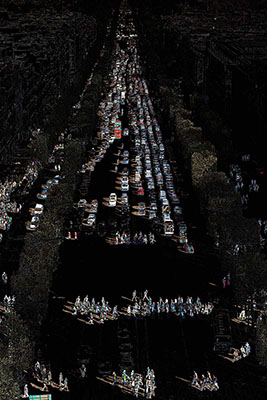
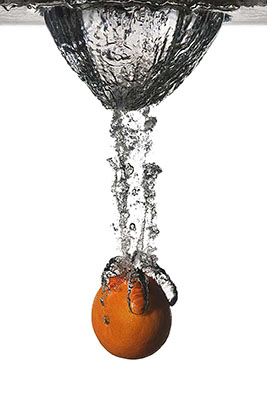
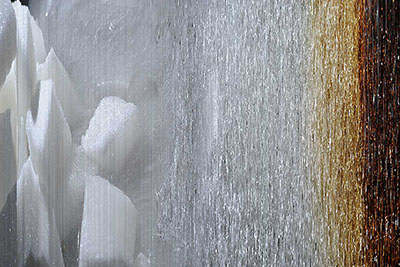
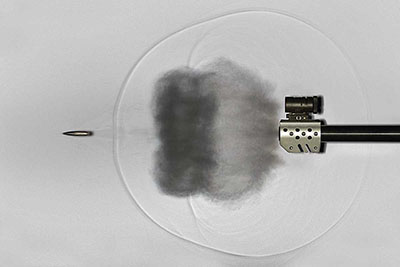
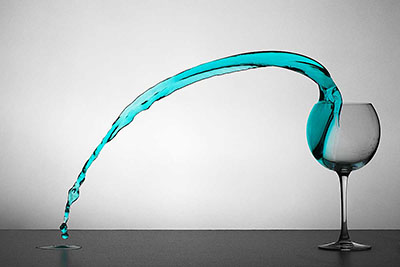
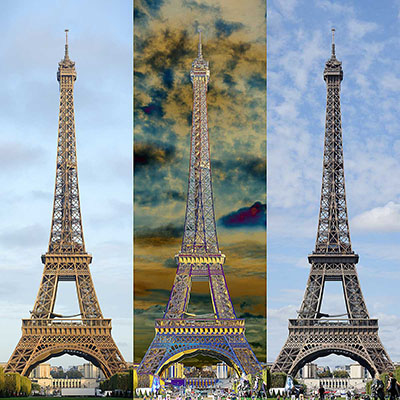
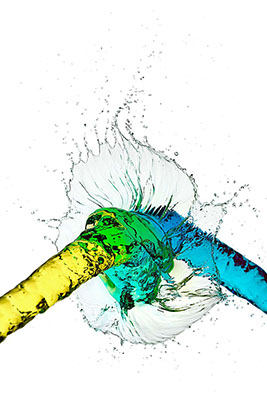
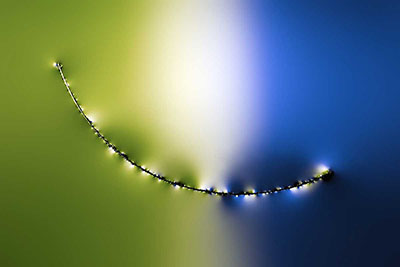
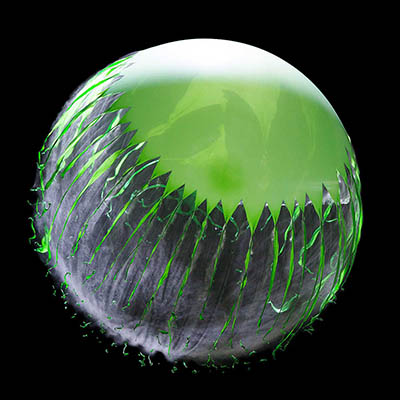

## Autres activités
Jacques Honvault réalise régulièrement des interventions pédagogiques art-science-philosophie en milieu scolaire, universitaire ainsi qu’au CNRS. Il est également consultant pour l’industrie et la recherche, sur des sujets de techniques de visualisation ou de mise en avant d’images techniques. Depuis 2012 il écrit et réalise pour le site Universcience.tv les épisodes de la série Capillotracté ?, où chaque rendez-vous est consacré à une de ses photographies et à une réflexion philosophique qui lui est associée.

## Expositions individuelles
- Fête de la science – tous les ans depuis 2007 sur l'ensemble du territoire français.
- Galerie Colorida - Lisbonne (Portugal) - permanent depuis 2008.
- Nouveaux regards - Maison européenne de la photographie – Paris (France) – 2009.
- Magnifi'Science [7],[8] – Palais de la découverte, Paris (France) – 2010.
- Art parkPazzagli - Florence (Italie) – 2010.
- Exposition itinérante - Alliances françaises de Chine – Jinan, Shanghai, Chongqing, Hangzhou, Macao, Dalian, Tianjin (Chine) – 2011 – 2012.
- Galerie Images de Fer – Paris (France) – 2011[9].
- Espace de Science Pierre Gilles de Gennes – Paris (France) – 2012.
- Photofolies - La Menuiserie - Rodez (France) – 2013.

## Principales expositions collectives
- Art en capital - Grand Palais – Paris (France) - 2008.
- Maison européenne de la photographie - Paris (France) – 2009.
- Concilio Europeo dell’Arte – Venise (Italie) – 2010.
- Lille Art Fair – Lille (France) – 2011.
- Photofolies – La Menuiserie - Rodez (France) – 2013.

## Publications
- Esscience des choses – 144 pages – 2011.
- ConSciences, voyage aux frontières de l'entendement – 192 pages – 2013.